# Graham Verchere
Graham Verchere, född 4 februari 2002 i Vancouver, är en kanadensisk skådespelare.
Verchere har bland annat medverkat i TV-serierna The Good Doctor (2017-2022) och Alert: Missing Persons Unit från 2023. Han har även medverkat i filmerna Stargirl från 2020 och Our Christmas Journey från 2021.

## Filmografi (i urval)
- 2017-2022: The Good Doctor
- 2018: Summer of 84
- 2020: Stargirl
- 2021: Our Christmas Journey
- 2023: Alert: Missing Persons Unit